# 54 км
54 км — разъезд в Юргинском районе Кемеровской области. Входит в состав Попереченского сельского поселения.

## География
Разъезд расположен на ж/д линии Юрга — Таштагол. Центральная часть населённого пункта расположена на высоте 286 м над уровнем моря.

## Улицы
В населённом пункте имеются две улицы: Вокзальная и Дорожная.

## Население
| 2010 |
| ---- |
| 39   |

### Половой состав
По данным Всероссийской переписи населения 2010 года, в разъезде 54 км проживало 39 человек (29 мужчин, 10 женщин).